# Hoeneidia
Hoeneidia là một chi bướm đêm thuộc họ Noctuidae.